# Campus de l'Université de Montréal à Québec
Le campus de l'Université de Montréal à Québec (UdeM-Qc) est un ancien campus de l'Université de Montréal qui était situé au Collège Saint-Charles-Garnier, dans le quartier Montcalm à Québec. Il fut fermé en juin 2010.

## Facultés

### Éducation permanente
- Coopération internationale
- Criminologie
- Intervention auprès des jeunes : fondements et pratiques
- Santé et sécurité du travail
- Santé mentale
- Toxicomanies

### Pharmacie
- Programmes de perfectionnement professionnel – 2e cycle
- Pharmacien – Maître de stages
- Soins pharmaceutiques

### Arts et sciences
- Baccalauréat en service social